# Бобыли (Бережанская волость)
Бобыли — деревня в Бережанской волости Островского района Псковской области.
Расположена на левом берегу реки Утроя, в 16 км к западу от центра города Остров. К северо-западу находится деревня Дворняши.
Постоянное население по состоянию на 2000 год в деревне отсутствовало.